# Симмс, Майкл
Майкл Эдди Симмс младший (англ. Michael Eddie Simms Jr.; 26 июля 1974, Сакраменто) — американский боксёр полутяжёлой и первой тяжёлой весовых категорий, выступал за сборную США в конце 1990-х годов. Чемпион мира, чемпион США, победитель национального турнира «Золотые перчатки». В период 2000—2012 боксировал на профессиональном уровне, но каких-либо существенных достижений здесь не добился, зарекомендовав себя крепким джорнименом.

## Биография
Майкл Симмс родился 26 июля 1974 года в городе Сакраменто, штат Калифорния. Первого серьёзного успеха на ринге добился в 1999 году, когда выиграл национальный турнир «Золотые перчатки» и стал чемпионом США среди любителей. На волне успеха принял участие в домашнем чемпионате мира в Хьюстоне и одолел там всех своих соперников (в том числе такого известного боксёра как Дэвид Хэй), завоевав тем самым золото мирового первенства. Будучи лидером американской сборной в полутяжёлом весе, должен был представлять страну на летних Олимпийских играх 2000 года в Сиднее, однако незадолго до начала соревнований за нарушение дисциплины был исключён из команды, и вместо него на Олимпиаду поехал Оланда Андерсон.
Не сумев реализоваться в любителях, вскоре Симмс решил попробовать себя среди профессионалов и уже в августе 2000 года провёл свой первый профессиональный бой — по очкам победил опытного мексиканца Хесуса Майоргу. В течение четырёх последующих лет провёл в первой тяжёлой весовой категории множество удачных поединков, первое поражение потерпел лишь в феврале 2004 года в рейтинговом матче против кубинца Янки Диаса. Несколько месяцев спустя боролся за вакантный титул чемпиона Американской боксёрской ассоциации, однако его соперник Феликс Кора оказался сильнее.
Несмотря на серию поражений, впоследствии Майкл Симмс ещё довольно долго продолжал выходить на ринг. Его соперниками были такие знаменитые боксёры как Вадим Токарев, Ола Афолаби, Марко Хук, Роман Гринберг, Григорий Дрозд, Йоан Пабло Эрнандес, Трой Росс, Кельвин Дэвис, Матеуш Мастернак и Рахим Чахкиев, однако всем из перечисленных он проиграл, поэтому в титульных боях уже не участвовал. Завершил карьеру профессионального спортсмена в начале 2012 года, всего в его послужном списке 40 профессиональных поединков, из них 22 окончены победой (в том числе 14 досрочно), 16 поражением, в двух случаях была зафиксирована ничья.